# Provincia di Carhuaz
La provincia di Carhuaz è una provincia del Perù, situata nella regione di Ancash.

## Geografia antropica

### Suddivisioni amministrative
È divisa in 11 distretti:
- Carhuaz
- Acopampa
- Amashca
- Anta
- Ataquero
- Marcará
- Pariahuanca
- San Miguel de Aco
- Shilla
- Tinco
- Yungar